# Liste des lacs aux Comores
La liste de lacs aux Comores répertorie la liste non exhaustive des lacs présents sur le territoire Comorien.
Il existe aux Comores de nombreux types de lacs.

## Types de lacs
La liste ci-dessous distingue grossièrement quelques types de lacs : 
- les lacs de cratères.
- les lacs salés.

## Liste des lacs
Le lac saisonnier Dziani Mlabanda n'est pas listé parmi les lacs.